# Leucostele litoralis
Leucostele litoralis ist eine Pflanzenart aus der Gattung Leucostele in der Familie der Kakteengewächse (Cactaceae). Das Artepitheton litoralis stammt aus dem Lateinischen, bedeutet ‚an der Küste‘ und verweist auf das küstennahe Vorkommen der Art.

## Beschreibung
Leucostele litoralis wächst strauchig, verzweigt sich von der Basis mit mehreren übergebogenen oder aufrechten Zweigen und erreicht Wuchshöhen von 1 bis 2 Metern. Die zylindrischen, graugrünen bis dunkelgrünen Triebe erreichen Durchmesser von 10 bis 12 Zentimeter. Es sind etwa 20 ziemlich deutliche und nicht sehr breite Rippen vorhanden, die etwas gehöckert sind. Die auf ihnen befindlichen schiefen Areolen sind gelblich weiß und stehen bis zu 1 Zentimeter voneinander entfernt. Die aus ihnen entspringenden Dornen sind anfangs gelblich und werden später grau. Die zwei bis sechs etwas ungleichen, ziemlich dicken Mitteldornen sind 1,6 bis 2,4 Zentimeter lang. Die 15 bis 29 dünnen, pfriemlichen Randdornen sind ausstrahlend.
Die trichterförmigen, weißen Blüten erscheinen seitlich nahe der Triebspitzen und sind auch am Tag geöffnet. Sie sind 12 bis 14 Zentimeter lang und weisen einen Durchmesser von bis zu 10 Zentimetern auf. Die bräunlich grünen Früchte erreichen Durchmesser von 3 bis 4 Zentimeter.

## Verbreitung und Systematik
Leucostele litoralis ist in den chilenischen Regionen Coquimbo und Valparaíso in unmittelbarer Nähe der Küste  verbreitet.
Die Erstbeschreibung als Cereus litoralis durch Friedrich Richard Adelbert Johow wurde 1923 veröffentlicht. Pablo C. Guerrero und Helmut Walter stellten die Art 2019 in die Gattung Leucostele. Weitere nomenklatorische Synonyme sind Trichocereus litoralis (Johow) Looser (1929), Echinopsis litoralis (Johow) H.Friedrich & G.D.Rowley (1974), Echinopsis chiloensis subsp. litoralis (Johow) M.Lowry (2003) und Trichocereus chiloensi subsp. litoralis (Johow) Faúndez (2007).

## Nachweise